# Parapercis xanthogramma
Parapercis xanthogramma is een straalvinnige vissensoort uit de familie van krokodilvissen (Pinguipedidae). De wetenschappelijke naam van de soort is voor het eerst geldig gepubliceerd in 2007 door Imamura & Yoshino.